# پاییز، تنهایی
پاییز، تنهایی نام هفتمین آلبوم استودیویی احسان خواجه‌امیری، خوانندهٔ پاپ ایرانی است که در ۲۹ دی ماه ۱۳۹۳ منتشر شد. بیشتر قطعات این آلبوم را روزبه بمانی سروده و زهرا عاملی و حسین غیاثی از دیگر ترانه‌سرایان این آلبوم هستند. علیرضا افکاری، احسان خواجه‌امیری، مهرداد نصرتی و علیرضا کهن‌دیری، آهنگ‌های قطعات این آلبوم را ساخته‌اند.
این آلبوم قرار بود پاییز ۹۳ منتشر شود، ولی روند صدور مجوز به موکول شدن انتشار آلبوم به بعد از ماه‌های محرم و صفر منجر شد.
پاییز، تنهایی شامل ۱۲ قطعه است که ۲ قطعهٔ آن، «گذشته‌ها» و «تاوان» پیش از این به صورت تک‌آهنگ منتشر شده بودند.قطعه ی تاوان تیتراژ پایانی سریال آوای باران است.
آلبوم(پاییز، تنهایی) برندهٔ تندیس بهترین آلبوم موسیقی پاپ از نگاه مردم در سومین دوره جشنواره موسیقی ما در سال ۱۳۹۳ انتخاب شد.

## آماده‌سازی و انتشار
خواجه‌امیری در آذرماه ۹۲ در مصاحبه‌ای با وبسایت موسیقی ما اعلام کرد که در حال کار بر روی آلبوم جدیدش است و علیرضا کهن‌دیری، بهروز صفاریان، روزبه بمانی، علیرضا افکاری، هومن نامداری، مهرداد نصرتی و حسین غیاثی از عوامل این آلبوم خواهند بود. همچنین اعلام کرد که این آلبوم در سال ۹۳ منتشر خواهد شد. در مهرماه ۱۳۹۳، اعلام شد که نام آلبوم جدید پاییز، تنهایی خواهد بود و در کنسرت مهرماه، قطعهٔ «تنهایی» اجرا شد و به نوعی از آلبوم جدید رونمایی شد. قرار بود این آلبوم پاییز ۹۳ منتشر شود، اما صدور مجوز برای ترانه‌های این آلبوم، کمی طول کشید و انتشار آن را تا بعد از ماه محرم و صفر به تأخیر انداخت. به گفتهٔ خواجه‌امیری، دو ماه طول کشیده تا ترانهٔ «عشق ۲» سرودهٔ زهرا عاملی مجوزش صادر شود. اواخر آذرماه ۹۳، خواجه‌امیری در صفحهٔ شخصی‌اش نوشت که مجوز آلبوم صادر شده و پاییز، تنهایی اوایل دی ماه منتشر خواهد شد. اما باز هم انتشار آلبوم به دلیل «تیراژ بسیار بالا و طولانی شدنی پروسه فنی» دو هفته به تأخیر افتاد. دوشنبه ۲۲ دی ماه، علی جعفری، مدیر برنامه‌های احسان خواجه‌امیری در مصاحبه با خبرگزاری مهر اعلام کرد که «این اثر هفتهٔ آینده روانهٔ بازار موسیقی خواهد شد.» یک روز بعد رسماً اعلام شد که این آلبوم ۲۹ دی ماه به بازار خواهد آمد.
بهرنگ نامداری طراح کاور، سعید عبداللهی و یاسمن خسروی عکاسان جلد آلبوم هستند.

## تک‌آهنگ‌ها
دو قطعه از آهنگ‌های این آلبوم قبلاً به صورت تک‌آهنگ منتشر شده بودند. «گذشته‌ها» با ترانه‌ای از حسین غیاثی، آهنگسازی مهرداد نصرتی و تنظیم هومن نامداری در مهرماه ۱۳۹۲ منتشر شد. «تاوان» با شعری از روزبه بمانی، آهنگسازی و تنظیم علیرضا کهن‌دیری در آذرماه ۱۳۹۲، به عنوان تیتراژ پایانی سریال آوای باران انتشار یافت.

## عوامل تولید
شعر ۹ قطعه از این آلبوم، سرودهٔ روزبه بمانی است. زهرا عاملی ۲ قطعه و حسین غیاثی ۱ قطعه را سروده‌اند. علیرضا افکاری (٨ قطعه)، احسان خواجه‌امیری( ٢ قطعه )، مهرداد نصرتی و علیرضا کهن‌دیری (هرکدام ۱ قطعه)، آهنگ‌های قطعات این آلبوم را ساخته‌اند. میثم مروستی (سه تار)، هومن نامداری (ساکسفون)، احسان نی‌زن (ویلن و کمانچه)، فرشید ادهمی (گیتار) و نیما رمضان (گیتار)، نوازندگان این آلبوم هستند و آرش پاکزاد میکس و مسترینگ قطعات را بر عهده داشته‌است. سعید زمانی (۴ قطعه)، هومن نامداری (۳ قطعه)، آرون حسینی (۲ قطعه)، معین راهبر (۱ قطعه)، بهروز علیاری (۱ قطعه) و علی‌رضا کهن‌دیری (۱ قطعه) تنظیم‌کنندگان این آلبوم هستند.

## ترانه‌ها
پاییز، تنهایی شامل ۱۲ قطعه بود که جزئیات این قطعات در پی آمده‌است:
| شماره      | نام             | سراینده     | آهنگساز          | تنظیم          | مدت   |
| ---------- | --------------- | ----------- | ---------------- | -------------- | ----- |
| ۱.         | «تنهایی»        | روزبه بمانی | علیرضا افکاری    | هومن نامداری   | ۴:۴۵  |
| ۲.         | «پاییز»         | روزبه بمانی | احسان خواجه‌امیری | آرون حسینی     | ۳:۰۹  |
| ۳.         | «عشق ۲»         | زهرا عاملی  | علیرضا افکاری    | سعید زمانی     | ۴:۰۴  |
| ۴.         | «هراس»          | روزبه بمانی | علیرضا افکاری    | معین راهبر     | ۳:۲۷  |
| ۵.         | «عاشق»          | روزبه بمانی | علیرضا افکاری    | سعید زمانی     | ۳:۱۲  |
| ۶.         | «حس»            | روزبه بمانی | علیرضا افکاری    | سعید زمانی     | ۳:۳۵  |
| ۷.         | «دیوونگی»       | زهرا عاملی  | علیرضا افکاری    | سعید زمانی     | ۳:۱۶  |
| ۸.         | «ساده»          | روزبه بمانی | علیرضا افکاری    | بهروز علیاری   | ۳:۳۷  |
| ۹.         | «چشمامو می‌بندم» | روزبه بمانی | علیرضا افکاری    | هومن نامداری   | ۳:۵۲  |
| ۱۰.        | «درد»           | روزبه بمانی | احسان خواجه‌امیری | آرون حسینی     | ۲:۵۹  |
| ۱۱.        | «گذشته‌ها»       | حسین غیاثی  | مهرداد نصرتی     | هومن نامداری   | ۳:۲۵  |
| ۱۲.        | «تاوان»         | روزبه بمانی | علیرضا کهن‌دیری   | علیرضا کهن‌دیری | ۳:۲۷  |
| مجموع مدت: | مجموع مدت:      | مجموع مدت:  | مجموع مدت:       | مجموع مدت:     | ۳۲:۴۸ |